# HDD Olimpija Ljubljana
Der HDD Olimpija Ljubljana (Hokejsko Drsalno Društvo Olimpija Ljubljana) war ein slowenischer Eishockeyklub aus Ljubljana. Der Verein wurde 1929 gegründet und ist mehrfacher jugoslawischer Meister und mit 15 Meistertiteln slowenischer Rekordmeister. Der Verein nahm auch mehrfach an der Alpenliga teil und belegte in der Saison 1996/97 den 2. Platz. Ab 2007 spielte der Verein in der Österreichischen Erste Bank Eishockey Liga. 2017 wurde der Verein wegen finanzieller Probleme aus der Liga ausgeschlossen und ging in Insolvenz. Der Jugendverein HK Olimpija spielt in der Nachfolge des HDD ab 2017 in der Alps Hockey League.

## Geschichte

### Erste Bank Eishockey Liga
Nachdem der Wechsel des HDD Olimpija Ljubljana in die Erste Bank Eishockey Liga 2007 bestätigt worden war, wurde rund um langjährige Stammspieler eine neue Mannschaft aufgebaut. Einige ausländische Spieler, die bereits ausgiebig Erfahrungen in der österreichischen Liga sammeln konnten, wurden verpflichtet. Der wichtigste Transfer fand jedoch auf der Position des Torhüters statt, wo Alex Westlund den langjährigen Ljubljana-Schlussmann Klemen Mohorič ersetzte. Die Mannschaft startete gut in die Saison und konnte bis Mitte Oktober einige der Favoriten besiegen, jedoch hielt dieser Lauf nicht lange an. Es folgte eine Serie von Niederlagen, in deren Verlauf die Mannschaft in der Tabelle bis auf die letzten Plätze zurückrutschte. Zwar stabilisierten sich die Leistungen, aber es gelang nicht mehr, den doch recht groß gewordenen Abstand zu den sechs besten Teams aufzuholen. In der Qualifikationsrunde, wo die vier letztplatzierten Teams die verbliebenen beiden Playoff-Plätze ausspielten, verlor die Mannschaft keines der Spiele in der regulären Spielzeit und musste sich nur einmal im Penaltyschießen geschlagen geben.
In den Playoffs traf man im Viertelfinale auf den EC KAC und schaffte gleich im ersten Spiel eine kleine Sensation, indem der Favorit auf fremdem Eis mit 3:1 besiegt wurde. Letzten Endes schaffte es das Team mit einem Sweep ins Halbfinale, wo auch der EHC Linz mit 4:2 Siegen geschlagen wurde. Völlig unerwartet hatte die Mannschaft es bis ins Finale geschafft, wo der Titelverteidiger EC Red Bull Salzburg wartete. Auch hier schien sich die Siegesserie zunächst fortzusetzen, als Laibach das erste Spiel in Salzburg mit 3:2 nach Penaltyschießen gewann. Zwar holte sich Salzburg zunächst den Heimvorteil wieder zurück, aber Laibach gelang erneut ein Sieg nach Verlängerung auf Salzburger Eis. Dabei war es jedoch zu einigen härteren Szenen gekommen. Der Strafsenat sperrte einen slowenischen Spieler, wodurch dem HDD Olimpija Ljubljana für das nächste Spiel weniger Spielerpunkte zur Verfügung standen. Die Laibacher machten jedoch einen Fehler bei der Aufstellung des folgenden Spiels und setzten zu viele Spieler ein. Das Match wurde daraufhin mit 0:5 zugunsten von Salzburg strafverifiziert. Die Laibacher erfuhren davon allerdings erst, als sie sich bereits auf dem Weg nach Salzburg zum fünften Finalspiel befanden. Diese recht späte Entscheidung traf die Mannschaft sehr hart, und auch Spiel Nummer fünf ging verloren. Zu allem Überfluss verletzte sich noch Alex Westlund, sodass das Finale im sechsten Spiel auf eigenem Eis verloren wurde.
Für die Saison 2008/09 wurde der Stamm der Mannschaft beinahe unverändert gelassen. Alex Westlund wechselte jedoch zum EHC Linz und musste durch Mike Morrison ersetzt werden. Bereits das erste Spiel zeigte jedoch, dass es Probleme in der Mannschaft gab, als Salzburg auf Laibacher Eis mit 7:0 gewann. Auch in der Folgezeit stabilisierten sich die Leistungen der Mannschaft nicht. Mike Morrison wurde während der Saison durch Markus Korhonen ersetzt, der jedoch auch keine Verbesserung brachte. So musste die Saison auf dem letzten Platz abgeschlossen werden.
In der Saison 2009/10 gelang der Vereinsleitung die Verpflichtung namhafter Spieler, was zunächst auf eine erfolgreiche Saison hoffen ließ. Nachdem die Mannschaft aber nur mit sehr mäßigem Erfolg in die Saison gestartet war, kamen zur Halbzeit der Saison große Probleme mit dem Budget hinzu. Olimpija musste die meisten Transferkartenspieler vorzeitig aus dem Vertrag entlassen und die Saison mit einer Rumpfmannschaft zu Ende bringen, die zu einem großen Teil lediglich aus Nachwuchsspielern bestand. Trotz einiger vereinzelter Erfolge, rutschte die Mannschaft bis zum Ende der Vorrunde auf den letzten Platz ab.
In den darauf folgenden Situationen wiederholte sich dieser Ablauf mehrmals, wobei jeweils um die Weihnachtszeit Probleme bekannt wurden und die Mannschaft abgeschlagen auf dem letzten Platz landete. Ebenso kamen in den Sommerpausen jeweils Berichte um einen Ausstieg oder ein Ende des Clubs und ein seit der Saison 2013/14 stetig sinkender Zuschauerschnitt. Zudem gab es immer wieder Berichte über ausstehende Gehaltszahlungen.
2017 verließ der Verein aufgrund finanzieller Probleme die Liga, behielt aber zunächst eine ruhende Mitgliedschaft. Der Jugendverein HK Olimpija spielt in der Nachfolge des HDD ab 2017 in der Alps Hockey League.

## Erfolge
- Slowenischer Meister: 1995–2004, 2007, 2012–2014, 2016 (15 Mal)
- Jugoslawischer Meister: 1937–1941, 1972, 1974, 1975, 1976, 1979, 1980, 1983, 1984 (13 Mal)
- Meister der Interliga: 2001, 2002
- Vizemeister der Alpenliga: 1997
- Vizemeister der Österreichischen Erste Bank Eishockey Liga 2008

## Vereinsstatistiken
Die folgende Tabelle gibt die Bilanz des Clubs in der Erste Bank Eishockey Liga wieder. Berücksichtigt sind alle Vorrunden- und Zwischenrunden- sowie die Playoff-Ergebnisse. Nicht berücksichtigt wurden Bonuspunkte.
| Saison  | Hauptrunde | Hauptrunde | Hauptrunde | Hauptrunde | Hauptrunde | Hauptrunde | Hauptrunde | Hauptrunde | Hauptrunde | Playoffs | Playoffs | Playoffs | Playoffs | Playoffs | Playoffs | Playoffs | Anmerkung                        |
| Saison  | Spiele     | S          | N          | NNV        | T          | GT         | TVH        | Punkte     | Rang       | Spiele   | S        | N        | NNV      | T        | GT       | TVH      | Anmerkung                        |
| ------- | ---------- | ---------- | ---------- | ---------- | ---------- | ---------- | ---------- | ---------- | ---------- | -------- | -------- | -------- | -------- | -------- | -------- | -------- | -------------------------------- |
| 2007/08 | 42         | 22         | 16         | 4          | 133        | 117        | +16        | 48         | 7          | 14       | 9        | 5        | 0        | 34       | 37       | −3       | Vizemeister                      |
| 2008/09 | 54         | 17         | 30         | 7          | 131        | 200        | −69        | 41         | 10         | −        | −        | −        | −        | −        | −        | −        | Rang 10, keine Playoff-Teilnahme |
| 2009/10 | 54         | 16         | 33         | 5          | 141        | 211        | −70        | 37         | 10         | −        | −        | −        | −        | −        | −        | −        | Rang 10, keine Playoff-Teilnahme |
| 2010/11 | 54         | 24         | 25         | 5          | 165        | 197        | −32        | 53         | 7          | 5        | 1        | 2        | 2        | 13       | 19       | −6       | Viertelfinal-Out                 |
| 2011/12 | 50         | 25         | 21         | 4          | 157        | 158        | −1         | 54         | 6          | 11       | 5        | 5        | 1        | 27       | 44       | −17      | Halbfinal-Out                    |
| 2012/13 | 54         | 25         | 25         | 4          | 150        | 171        | −21        | 54         | 9          | −        | −        | −        | −        | −        | −        | −        | Rang 9, keine Playoff-Teilnahme  |
| 2013/14 | 54         | 13         | 38         | 3          | 128        | 196        | −68        | 29         | 11         | −        | −        | −        | −        | −        | −        | −        | Rang 11, keine Playoff-Teilnahme |
| 2014/15 | 54         | 17         | 35         | 2          | 106        | 178        | −72        | 36         | 12         | −        | −        | −        | −        | −        | −        | −        | Rang 12, keine Playoff-Teilnahme |
| Summe   | 416        | 159        | 223        | 34         | 1111       | 1428       | −317       | 352        | −          | 30       | 15       | 12       | 3        | 74       | 100      | −26      |                                  |

 Legende:
 S = Siege, N = Niederlagen in regulärer Spielzeit, NNV = Niederlagen nach Verlängerung oder Penaltyschießen, Sieg% = Prozentsatz der erzielten an den insgesamt möglichen Punkten, TVH = Torverhältnis 

## Spieler

### Teilnahmen von Spielern am All-Star-Team
| Saison  | Spieler      |
| ------- | ------------ |
| 2007/08 | keine        |
| 2008/09 | Frank Banham |

### Mannschaftskapitäne

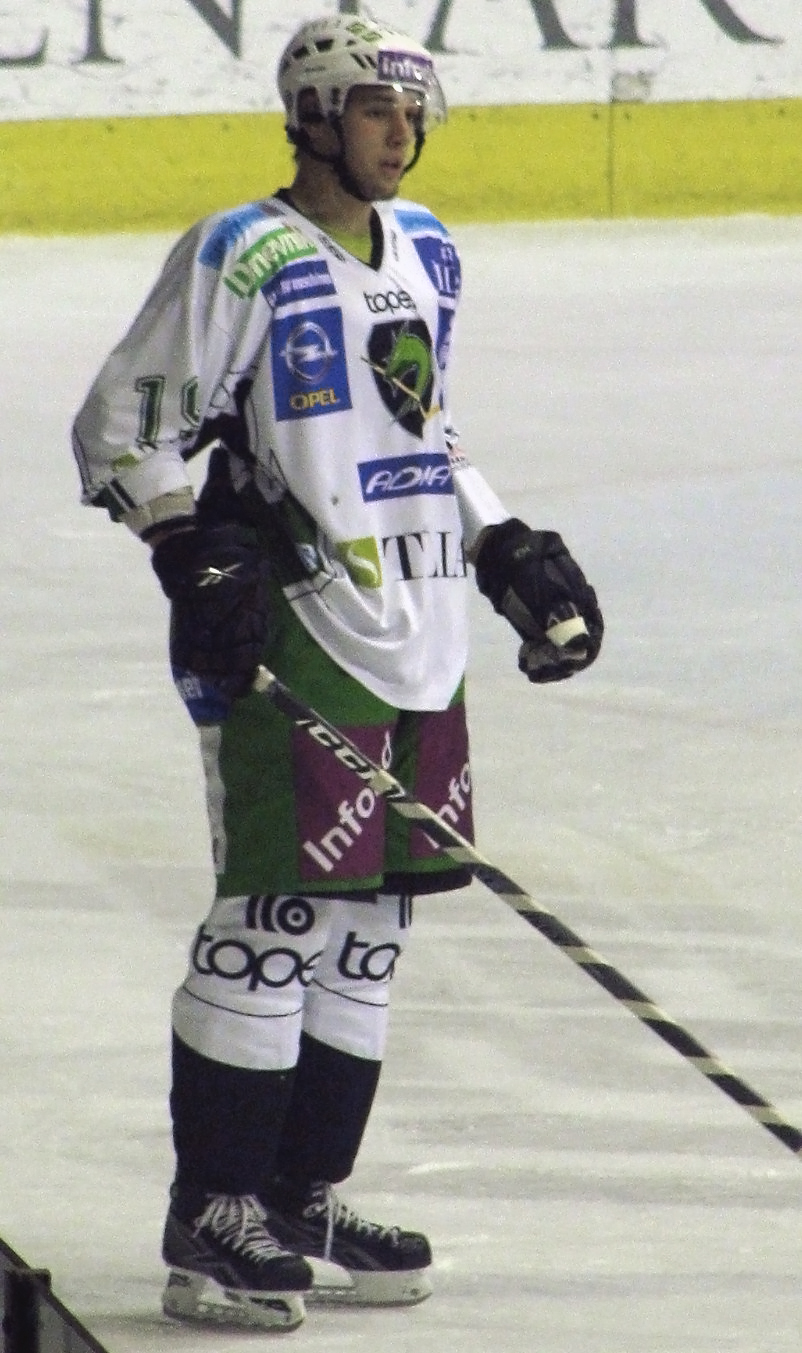
Žiga Pance

| Zeitraum  | Kapitän               | Assistenten               |
| --------- | --------------------- | ------------------------- |
| 1988–1991 | Srdan Kuret           |                           |
| 1991–2002 | Igor Beribak          |                           |
| 2002–2003 | Peter Rožič           |                           |
| 2003–2004 | Ildar Rahmatuljin     |                           |
| 2004–2005 | Damjan Dervarič       |                           |
| 2005–2006 | Mitja Šivic           |                           |
| 2006–2007 | Robert Ciglenečki     |                           |
| 2007–2009 | Tomaž Vnuk            |                           |
| 2009–2010 | Kevin Mitchell        | Jurij Goličič, Tomaž Vnuk |
| 2010–2011 | Žiga Pance            | Matt Higgins              |
| 2011–2012 | Žiga Pance Aleš Mušič |                           |
| 2012–2013 | Aleš Mušič            | Žiga Pance, Andrew Thomas |

## Trainer
| Zeit           | Nation             | Trainer             | Anmerkungen                                                           |
| -------------- | ------------------ | ------------------- | --------------------------------------------------------------------- |
| 1970–1975      | Tschechoslowakei   | Miroslav Klůc       |                                                                       |
| 1989–1990      | Russland           | Nikolai Ladigin     |                                                                       |
| 1990–1991      | Russland           | Alexander Astaschew |                                                                       |
| 1991–1992      | Slowenien          | Štefan Seme         |                                                                       |
| 1992–1993      | Tschechien         | Peter Janoš         |                                                                       |
| 1993–1994      | Vereinigte Staaten | Brad Buetow         |                                                                       |
| 1994–1997      | Slowenien          | Pavle Kavčič        | 3 × slowenischer Meister, 1 × Vizemeister Alpenliga                   |
| 1997–1998      | Slowenien          | Matjaž Sekelj       | 1 × slowenischer Meister                                              |
| 1998–1999      | Kanada             | Bud Stefanski       | 1 × slowenischer Meister                                              |
| 1999–2000      | Slowenien          | Matjaž Sekelj       | 1 × slowenischer Meister                                              |
| 2000–2002      | Slowenien          | Marjan Gorenc       | 2 × slowenischer Meister                                              |
| 2002–2003      | Vereinigte Staaten | Chris Imes          | 1 × slowenischer Meister                                              |
| 2003–2005      | Slowenien          | Matjaž Sekelj       | 1 × slowenischer Meister                                              |
| 2005–2006      | Slowenien          | Andrej Brodnik      |                                                                       |
| 2006–2008      | Slowenien Russland | Ildar Rachmatullin  | Vorzeitige Entlassung, 1 × slowenischer Meister, 1 × EBEL-Vizemeister |
| 2008           | Vereinigte Staaten | Mike Posma          | Vorzeitige Entlassung nach dem 7. Spieltag                            |
| 2008–2009      | Kanada             | Randy Edmonds       | –                                                                     |
| 2009           | Kanada             | Dany Gélinas        | –                                                                     |
| 2009–2012      | Finnland           | Hannu Järvenpää     | 1 × slowenischer Meister                                              |
| 2012           | Finnland           | Heikki Mälkiä       | Vorzeitige Entlassung nach dem 6. Spieltag                            |
| 2012–2013      | Slowenien          | Bojan Zajc          | 1 × slowenischer Meister; Rücktritt im Oktober 2013                   |
| Okt. 2013–2014 | Slowenien          | Ivo Jan             | 1 × slowenischer Meister                                              |
| seit 2014      | Deutschland        | Fabian Dahlem       |                                                                       |

## Spielstätte
Die Heimstätte des HDD Olimpija Ljubljana ist die Hala Tivoli. Dabei handelt es sich um eine moderne Mehrzweckhalle, in der auch verschiedene andere Sportarten ausgetragen werden. Außerdem finden regelmäßig Konzerte statt, was die Halle auch über die Grenzen Sloweniens hinaus bekannt machte.

### Zuschauerschnitt
Im Folgenden angeführt ist der Zuschauerschnitt des Clubs in der Erste Bank Eishockey Liga angeführt.
| Zuschauerstatistik |            |           |                     |
| Saison             | Heimspiele | Zuschauer | Zuschauer pro Spiel |
| 2006/07            |            |           | ⌀ 1.500             |
| 2007/08            | 28         | 87.900    | ⌀ 3.139             |
| 2008/09            | 27         | 77.900    | ⌀ 2.885             |
| 2009/10            | 27         | 66.100    | ⌀ 2.448             |
| 2010/11            | 29         | 80.900    | ⌀ 2.790             |
| 2011/12            | 30         | 90.200    | ⌀ 3.007             |
| 2012/13            | 27         | 77.400    | ⌀ 2.867             |
| 2013/14            | 27         | 43.850    | ⌀ 1.624             |
| 2014/15            | 27         | 26.750    | ⌀ 991               |